# 外務・英連邦・開発大臣
国王陛下の外務・英連邦・開発大臣（こくおうへいかのがいむ・えいれんぽう・かいはつだいじん、英語: His Majesty's Principal Secretary of State for Foreign, Commonwealth and Development Affairs）は、イギリス（グレートブリテン及び北アイルランド連合王国）の外務・英連邦・開発省の長たる国務大臣である。一般にForeign Secretaryと略され、他国の外務大臣に相当する。Great Offices of Stateと呼ばれる、イギリスの内閣の中でも重要閣僚ポストの一つでもある。
イギリスと諸外国との外交関係・イギリス連邦諸国及び地域・海外領土に関わる事項に加えて、海外におけるイギリスの国益の増進を担当する。また、秘密情報部 (MI6) 及び政府通信本部 (GCHQ) を監督する行政上の権限も有する。
現在の外務・英連邦・開発大臣は、議会下院の庶民院議員デイビッド・ラミー（労働党政権、スターマー内閣）で、2024年7月にキア・スターマー首相により任用された。

## 概要
イギリスにおいて、Secretary of State for Foreign Affairs（外務大臣）の職は1782年の政府再編により創設され、北部国務卿と南部国務卿がそれぞれ内務大臣と外務大臣になった。
Secretary of State for Foreign and Commonwealth Affairs（外務・英連邦大臣）の職は、1968年に従来の外務大臣 (Secretary of State for Foreign Affairs) と英連邦大臣 (Secretary of State for Commonwealth Affairs) の職務が一つの省の下に統合する形で設置された。インド省は外務省の前身機関の一つであった。
外務・英連邦・開発大臣は内閣の一員であり、Great Offices of Stateと呼ばれる重要閣僚ポストの一つと見なされている。大臣の執務拠点はホワイトホールの外務・英連邦・開発省内にある。その他、首都ロンドンのカールトン・ガーデンとケントのチーヴニング (Chevening) に大臣公邸がある。

## ＾歴代の外務大臣

### 外務大臣（1782年-1968年）
| 代 | 氏名                           | 氏名                               | 肖像                     | 就任           | 退任                  | 政党       | 首相 | 首相                                 |
| -- | ------------------------------ | ---------------------------------- | ------------------------ | -------------- | --------------------- | ---------- | ---- | ------------------------------------ |
| 1  |                                | チャールズ・ジェームズ・フォックス |                          | 1782年3月27日  | 1782年7月5日 辞職     | ホイッグ党 |      | 第2代ロッキンガム侯爵                |
| 2  |                                | 第2代グランサム男爵                |                          | 1782年7月13日  | 1783年4月2日          | ホイッグ党 |      | 第2代シェルバーン伯爵                |
| 3  |                                | チャールズ・ジェームズ・フォックス |                          | 1783年4月2日   | 1783年12月19日        | ホイッグ党 |      | 第3代ポートランド公爵                |
| 4  |                                | テンプル伯爵                       |                          | 1783年12月19日 | 1783年12月23日        | トーリー党 |      | ウィリアム・ピット (小ピット)        |
| 5  |                                | カーマーゼン侯爵                   |                          | 1783年12月23日 | 1791年5月 (辞職)      | トーリー党 |      | ウィリアム・ピット (小ピット)        |
| 6  |                                | グレンヴィル男爵                   |                          | 1791年6月8日   | 1801年2月20日         | トーリー党 |      | ウィリアム・ピット (小ピット)        |
| 7  |                                | ハークスベリー男爵                 |                          | 1801年2月20日  | 1804年5月14日         | トーリー党 |      | ヘンリー・アディントン               |
| 8  |                                | 第2代ハロビー男爵                  |                          | 1804年5月14日  | 1805年1月11日         | トーリー党 |      | ウィリアム・ピット (小ピット)        |
| 9  |                                | マルグレイヴ卿                     |                          | 1805年1月11日  | 1806年2月7日          | トーリー党 |      | ウィリアム・ピット (小ピット)        |
| 10 |                                | チャールズ・ジェームズ・フォックス |                          | 1806年2月7日   | 1806年9月13日 (死去)  | ホイッグ党 |      | グレンヴィル男爵                     |
| 11 |                                | ホーウィック子爵                   |                          | 1806年9月24日  | 1807年3月25日         | ホイッグ党 |      | グレンヴィル男爵                     |
| 12 |                                | ジョージ・カニング                 |                          | 1807年3月25日  | 1809年10月11日        | トーリー党 |      | 第3代ポートランド公爵                |
| 13 |                                | 第3代バサースト伯爵                |                          | 1809年10月11日 | 1809年12月6日         | トーリー党 |      | 第3代ポートランド公爵                |
| 14 |                                | 初代ウェルズリー侯爵               |                          | 1809年12月16日 | 1812年3月4日          | トーリー党 |      | スペンサー・パーシヴァル             |
| 15 |                                | カスルリー子爵                     |                          | 1812年3月4日   | 1822年8月12日 (死去)  | トーリー党 |      | 第2代リヴァプール伯爵                |
| 16 |                                | ジョージ・カニング                 |                          | 1822年9月16日  | 1827年4月30日         | トーリー党 |      | 第2代リヴァプール伯爵                |
| 17 |                                | 初代ダドリー伯爵                   |                          | 1827年4月30日  | 1828年6月2日          | トーリー党 |      | ジョージ・カニング                   |
| 17 | 初代ゴドリッチ子爵             | 初代ダドリー伯爵                   |                          | 1827年4月30日  | 1828年6月2日          | トーリー党 |      |                                      |
| 18 |                                | 第4代アバディーン伯爵              |                          | 1828年6月2日   | 1830年11月22日        | トーリー党 |      | 初代ウェリントン公爵                 |
| 19 |                                | 第3代パーマストン子爵              |                          | 1830年11月22日 | 1834年11月14日        | ホイッグ党 |      | 第2代グレイ伯爵                      |
| 19 | 第2代メルバーン子爵            | 第3代パーマストン子爵              |                          | 1830年11月22日 | 1834年11月14日        | ホイッグ党 |      |                                      |
| 20 |                                | 初代ウェリントン公爵               |                          | 1834年11月14日 | 1835年4月18日         | トーリー党 |      | 初代ウェリントン公爵                 |
| 20 | サー・ロバート・ピール準男爵   | 初代ウェリントン公爵               |                          | 1834年11月14日 | 1835年4月18日         | トーリー党 |      |                                      |
| 21 |                                | 第3代パーマストン子爵              |                          | 1835年4月18日  | 1841年9月2日          | ホイッグ党 |      | 第2代メルバーン子爵                  |
| 22 |                                | 第4代アバディーン伯爵              |                          | 1841年9月2日   | 1846年7月6日          | 保守党     |      | サー・ロバート・ピール準男爵         |
| 23 |                                | 第3代パーマストン子爵              |                          | 1846年7月6日   | 1851年12月16日        | ホイッグ党 |      | ジョン・ラッセル卿                   |
| 24 |                                | 第2代グランヴィル伯爵              |                          | 1851年12月26日 | 1851年2月27日         | ホイッグ党 |      | ジョン・ラッセル卿                   |
| 25 |                                | 第3代マームズベリー伯爵            |                          | 1852年2月27日  | 1852年12月28日        | 保守党     |      | 第14代ダービー伯爵                   |
| 26 |                                | ジョン・ラッセル卿                 |                          | 1852年12月28日 | 1853年2月21日         | ホイッグ党 |      | 第4代アバディーン伯爵                |
| 27 |                                | 第4代クラレンドン伯爵              |                          | 1853年2月21日  | 1858年2月26日         | ホイッグ党 |      | 第4代アバディーン伯爵                |
| 27 |                                | 第4代クラレンドン伯爵              | 第3代パーマストン子爵    | 1853年2月21日  | 1858年2月26日         | ホイッグ党 |      |                                      |
| 28 |                                | 第3代マームズベリー伯爵            |                          | 1858年2月26日  | 1859年6月18日         | ホイッグ   |      | 第14代ダービー伯爵                   |
| 29 |                                | ジョン・ラッセル卿                 |                          | 1859年6月18日  | 1865年11月3日         | 自由党     |      | 第3代パーマストン子爵                |
| 30 |                                | 第4代クラレンドン伯爵              |                          | 1865年11月3日  | 1866年7月6日          | 自由党     |      | 初代ラッセル伯爵                     |
| 31 |                                | スタンリー卿                       |                          | 1866年7月6日   | 1868年12月9日         | 保守党     |      | 第14代ダービー伯爵                   |
| 31 | ベンジャミン・ディズレーリ     | スタンリー卿                       |                          | 1866年7月6日   | 1868年12月9日         | 保守党     |      |                                      |
| 32 |                                | 第4代クラレンドン伯爵              |                          | 1868年12月9日  | 1870年7月6日          | 自由党     |      | ウィリアム・グラッドストン           |
| 33 |                                | 第2代グランヴィル伯爵              |                          | 1870年7月6日   | 1874年2月21日         | 自由党     |      | ウィリアム・グラッドストン           |
| 34 |                                | 第15代ダービー伯爵                 |                          | 1874年2月21日  | 1878年4月2日          | 保守党     |      | ベンジャミン・ディズレーリ           |
| 35 |                                | 第3代ソールズベリー侯爵            |                          | 1878年4月2日   | 1880年4月28日         | 保守党     |      | ベンジャミン・ディズレーリ           |
| 36 |                                | 第2代グランヴィル伯爵              |                          | 1880年4月28日  | 1885年6月24日         | 自由党     |      | ウィリアム・グラッドストン           |
| 37 |                                | 第3代ソールズベリー侯爵            |                          | 1885年6月24日  | 1886年2月6日          | 保守党     |      | 第3代ソールズベリー侯爵              |
| 38 |                                | 第5代ローズベリー伯爵              |                          | 1886年2月6日   | 1886年8月3日          | 自由党     |      | ウィリアム・グラッドストン           |
| 39 |                                | 初代イデスリー伯爵                 |                          | 1886年8月3日   | 1887年1月12日 (死去)  | 保守党     |      | 第3代ソールズベリー侯爵              |
| 40 |                                | 第3代ソールズベリー侯爵            |                          | 1887年1月14日  | 1892年8月11日         | 保守党     |      | 第3代ソールズベリー侯爵              |
| 41 |                                | 第5代ローズベリー伯爵              |                          | 1892年8月18日  | 1894年3月11日         | 自由党     |      | ウィリアム・グラッドストン           |
| 42 |                                | 初代キンバリー伯爵                 |                          | 1894年3月11日  | 1895年6月21日         | 自由党     |      | 第5代ローズベリー伯爵                |
| 43 |                                | 第3代ソールズベリー侯爵            |                          | 1895年6月29日  | 1900年11月12日        | 保守党     |      | 第3代ソールズベリー侯爵              |
| 44 |                                | 第5代ランズダウン侯爵              |                          | 1900年11月12日 | 1905年12月4日         | 自由統一党 |      | 第3代ソールズベリー侯爵              |
| 44 | アーサー・バルフォア           | 第5代ランズダウン侯爵              |                          | 1900年11月12日 | 1905年12月4日         | 自由統一党 |      |                                      |
| 45 |                                | サー・エドワード・グレイ準男爵     |                          | 1905年10月10日 | 1916年10月10日        | 自由党     |      | サー・ヘンリー・キャンベル＝バナマン |
| 45 | ハーバート・ヘンリー・アスキス | サー・エドワード・グレイ準男爵     |                          | 1905年10月10日 | 1916年10月10日        | 自由党     |      |                                      |
| 46 |                                | アーサー・バルフォア               |                          | 1916年12月10日 | 1919年10月23日        | 保守党     |      | デビッド・ロイド・ジョージ           |
| 47 |                                | カーゾン・オブ・ケドルストン伯爵   |                          | 1919年10月23日 | 1924年1月22日         | 保守党     |      | デビッド・ロイド・ジョージ           |
| 47 |                                | カーゾン・オブ・ケドルストン伯爵   | アンドルー・ボナー・ロー | 1919年10月23日 | 1924年1月22日         | 保守党     |      |                                      |
| 47 | スタンリー・ボールドウィン     | カーゾン・オブ・ケドルストン伯爵   |                          | 1919年10月23日 | 1924年1月22日         | 保守党     |      |                                      |
| 48 |                                | ラムゼイ・マクドナルド             |                          | 1924年1月22日  | 1924年11月3日         | 労働党     |      | ラムゼイ・マクドナルド               |
| 49 |                                | サー・オースティン・チェンバレン   |                          | 1924年11月6日  | 1929年6月4日          | 保守党     |      | スタンリー・ボールドウィン           |
| 50 |                                | アーサー・ヘンダーソン             |                          | 1929年6月7日   | 1931年8月24日         | 労働党     |      | ラムゼイ・マクドナルド               |
| 51 |                                | 初代レディング侯爵                 |                          | 1931年8月25日  | 1931年11月5日         | 自由党     |      | ラムゼイ・マクドナルド               |
| 52 |                                | サー・ジョン・サイモン             |                          | 1931年11月5日  | 1935年6月7日          | 国民自由党 |      | ラムゼイ・マクドナルド               |
| 53 |                                | サー・サミュエル・ホーア準男爵     |                          | 1935年6月7日   | 1935年12月18日 (辞職) | 保守党     |      | スタンリー・ボールドウィン           |
| 54 |                                | アンソニー・イーデン               |                          | 1935年12月22日 | 1938年2月20日 (辞職)  | 保守党     |      | スタンリー・ボールドウィン           |
| 54 | ネヴィル・チェンバレン         | アンソニー・イーデン               |                          | 1935年12月22日 | 1938年2月20日 (辞職)  | 保守党     |      |                                      |
| 55 |                                | ハリファックス子爵                 |                          | 1938年2月21日  | 1940年12月22日        | 保守党     |      |                                      |
| 56 |                                | アンソニー・イーデン               |                          | 1940年12月22日 | 1945年7月26日         | 保守党     |      | ウィンストン・チャーチル             |
| 57 |                                | アーネスト・ベヴィン               |                          | 1945年7月27日  | 1951年3月9日          | 労働党     |      | クレメント・アトリー                 |
| 58 |                                | ハーバート・モリソン               |                          | 1951年3月9日   | 1951年10月26日        | 労働党     |      | クレメント・アトリー                 |
| 59 |                                | アンソニー・イーデン               |                          | 1951年10月28日 | 1955年4月7日          | 保守党     |      | サー・ウィンストン・チャーチル       |
| 60 |                                | ハロルド・マクミラン               |                          | 1955年4月7日   | 1955年12月20日        | 保守党     |      | サー・アンソニー・イーデン           |
| 61 |                                | セルウィン・ロイド                 |                          | 1955年12月20日 | 1960年7月27日         | 保守党     |      | サー・アンソニー・イーデン           |
| 61 | ハロルド・マクミラン           | セルウィン・ロイド                 |                          | 1955年12月20日 | 1960年7月27日         | 保守党     |      |                                      |
| 62 |                                | 第14代ヒューム伯爵                 |                          | 1960年7月27日  | 1963年10月20日        | 保守党     |      |                                      |
| 63 |                                | ラブ・バトラー                     |                          | 1963年10月20日 | 1964年10月16日        | 保守党     |      | サー・アレック・ダグラス＝ヒューム   |
| 64 |                                | パトリック・ゴードン・ウォーカー   |                          | 1964年10月16日 | 1965年1月22日         | 労働党     |      | ハロルド・ウィルソン                 |
| 65 |                                | マイケル・ステュワート             |                          | 1965年1月22日  | 1966年8月11日         | 労働党     |      | ハロルド・ウィルソン                 |
| 66 |                                | ジョージ・ブラウン                 |                          | 1966年8月11日  | 1968年3月16日 (辞職)  | 労働党     |      | ハロルド・ウィルソン                 |
| 67 |                                | マイケル・ステュワート             |                          | 1968年3月16日  | 1968年10月17日        | 労働党     |      | ハロルド・ウィルソン                 |

### 外務・英連邦大臣（1968年-2020年）
| 代 | 氏名               | 氏名                               | 肖像 | 就任           | 退任                 | 政党   | 首相 | 首相                     |
| -- | ------------------ | ---------------------------------- | ---- | -------------- | -------------------- | ------ | ---- | ------------------------ |
| 1  |                    | マイケル・ステュワート             |      | 1968年10月17日 | 1970年6月19日        | 労働党 |      | ハロルド・ウィルソン     |
| 2  |                    | サー・アレック・ダグラス＝ヒューム |      | 1970年6月20日  | 1974年2月28日        | 保守党 |      | エドワード・ヒース       |
| 3  |                    | ジェームズ・キャラハン             |      | 1974年3月5日   | 1976年4月5日         | 労働党 |      | ハロルド・ウィルソン     |
| 4  |                    | アンソニー・クロスランド           |      | 1976年4月8日   | 1977年2月19日 (死去) | 労働党 |      | ジェームズ・キャラハン   |
| 5  |                    | デイヴィッド・オーウェン           |      | 1977年2月22日  | 1979年5月4日         | 労働党 |      | ジェームズ・キャラハン   |
| 6  |                    | 第6代キャリントン男爵              |      | 1979年5月5日   | 1982年4月5日 (辞任)  | 保守党 |      | マーガレット・サッチャー |
| 7  |                    | フランシス・ピム                   |      | 1982年4月6日   | 1983年6月11日        | 保守党 |      | マーガレット・サッチャー |
| 8  |                    | サー・ジェフリー・ハウ             |      | 1983年6月11日  | 1989年7月24日        | 保守党 |      | マーガレット・サッチャー |
| 9  |                    | ジョン・メージャー                 |      | 1989年7月24日  | 1989年10月26日       | 保守党 |      | マーガレット・サッチャー |
| 10 |                    | ダグラス・ハード                   |      | 1989年10月26日 | 1995年7月5日         | 保守党 |      | マーガレット・サッチャー |
| 10 | ジョン・メージャー | ダグラス・ハード                   |      | 1989年10月26日 | 1995年7月5日         | 保守党 |      |                          |
| 11 |                    | マルコム・リフキンド               |      | 1995年7月5日   | 1997年5月2日         | 保守党 |      |                          |
| 12 |                    | ロビン・クック                     |      | 1997年5月2日   | 2001年6月8日         | 労働党 |      | トニー・ブレア           |
| 13 |                    | ジャック・ストロー                 |      | 2001年6月8日   | 2006年5月5日         | 労働党 |      | トニー・ブレア           |
| 14 |                    | マーガレット・ベケット             |      | 2006年5月5日   | 2007年6月28日        | 労働党 |      | トニー・ブレア           |
| 15 |                    | デイヴィッド・ミリバンド           |      | 2007年6月28日  | 2010年5月11日        | 労働党 |      | ゴードン・ブラウン       |
| 16 |                    | ウィリアム・ヘイグ                 |      | 2010年5月11日  | 2014年7月14日        | 保守党 |      | デーヴィッド・キャメロン |
| 17 |                    | フィリップ・ハモンド               |      | 2014年7月14日  | 2016年7月13日        | 保守党 |      | デーヴィッド・キャメロン |
| 18 |                    | ボリス・ジョンソン                 |      | 2016年7月13日  | 2018年7月9日         | 保守党 |      | テリーザ・メイ           |
| 19 |                    | ジェレミー・ハント                 |      | 2018年7月9日   | 2019年7月24日        | 保守党 |      | テリーザ・メイ           |
| 20 |                    | ドミニク・ラーブ                   |      | 2019年7月24日  | 2020年9月1日         | 保守党 |      | ボリス・ジョンソン       |

### 外務・英連邦・開発大臣（2020年-現在）
| 代 | 氏名         | 氏名                                       | 肖像 | 就任           | 退任           | 政党   | 首相 | 首相               |
| -- | ------------ | ------------------------------------------ | ---- | -------------- | -------------- | ------ | ---- | ------------------ |
| 1  |              | ドミニク・ラーブ                           |      | 2020年9月1日   | 2021年9月15日  | 保守党 |      | ボリス・ジョンソン |
| 2  |              | リズ・トラス                               |      | 2021年9月15日  | 2022年9月6日   | 保守党 |      | ボリス・ジョンソン |
| 3  |              | ジェームズ・クレバリー                     |      | 2022年9月6日   | 2023年11月13日 | 保守党 |      | リズ・トラス       |
| 3  | リシ・スナク | ジェームズ・クレバリー                     |      | 2022年9月6日   | 2023年11月13日 | 保守党 |      |                    |
| 4  |              | キャメロン男爵（デーヴィッド・キャメロン） |      | 2023年11月13日 | 2024年7月5日   | 保守党 |      |                    |
| 5  |              | デイビッド・ラミー                         |      | 2024年7月5日   | （現職）       | 労働党 |      | キア・スターマー   |